# Адамувек (Новодворський повіт)
Адамувек (пол. Adamówek) — село в Польщі, у гміні Чоснув Новодворського повіту Мазовецького воєводства.
Населення — 204 особи (2011).
У 1975-1998 роках село належало до Варшавського воєводства.

## Демографія
Демографічна структура станом на 31 березня 2011 року:
|          | Загалом | Допрацездатний вік | Працездатний вік | Постпрацездатний вік |
| -------- | ------- | ------------------ | ---------------- | -------------------- |
| Чоловіки | 99      | 19                 | 72               | 8                    |
| Жінки    | 105     | 19                 | 64               | 22                   |
| Разом    | 204     | 38                 | 136              | 30                   |